# 藤叢 (加利福尼亞州)
藤叢（英語：Canebrake）是位於美國加利福尼亞州克恩縣的一個非建制地區。該地的面積和人口皆未知。

## 地理
藤叢的座標為35°43′42″N 118°08′18″W / 35.72833°N 118.13833°W，而該地的平均海拔高度為924米（即3031英尺）。